# زمین‌لرزه ۲۰۰۷ کنت
زمین‌لرزه کنت  در تاریخ ۲۸ آوریل ۲۰۰۷ میلادی، برابر با ‎۸ اردیبهشت ۱۳۸۶، ساعت ۷:۱۸:۱۱ به زمان یوتی‌سی در انگلستان ، منطقه کنت رخ داد. ژرفای این زلزله ۱۰ کیلومتر بود، و بزرگی آن ۴٫۶ در مقیاس Mb اعلام شده‌است. زمین‌لرزه به وقت محلی در روز شنبه، ساعت ۷ روی داده و منطقه زمانی آن یوتی‌سی +۰ بوده‌است (با لحاظ تغییر ساعت تابستانی).
سازمان زمین‌شناسی آمریکا نیز رومرکز این زمین‌لرزه را در مختصات ۵۱°۰۵′۰۶″شمالی ۱°۰۰′۲۹″شرقی / ۵۱٫۰۸۵°شمالی ۱٫۰۰۸°شرقی و ژرفای آنرا در ۱۰ کیلومتر گزارش کرده‌است. بزرگی برگزیدهٔ این سازمان از میان بزرگیهای محاسبه‌شدهٔ مختلف ۴٫۶ در مقیاس Mb بوده و از دید اثر، در میان چهار دسته‌بندی «نامحسوس»، «محسوس»، «زیان‌آور» یا «با تلفات»، زلزله را «با تلفات» اعلام کرده‌است.چندین ساختمان در زمین‌لرزه آسیب دیده‌است.
زمین‌لرزه هیچ کشته‌ای نداشته و شمار زخمیان ۱ نفر برآورده شده‌است.